# Lliga de Gaza de futbol
La Lliga de Gaza de futbol (àrab: الدوري الممتاز الفلسطيني لقطاع غزة, ad-Dawrī al-Mumtāz al-Filasṭīnī li-Qiṭāʿ Ḡazza) és la màxima competició futbolística de Gaza, a Palestina.

## Historial
- 1984-85:  Al-Ahli Gaza (1)[2]
- 1985-86:  Khadamat Al-Shatea (1)[2]
- 1986-87:  Khadamat Al-Shatea (2)[2]
- 1987-95: desconegut
- 1995-96:  Khadamat Rafah SC (1)[2]
- 1996-97: desconegut
- 1997-98:  Khadamat Rafah SC (2)[2]
- 1998-05: desconegut
- 2005-06:  Khadamat Rafah SC (3)[2]
- 2007-2010: no es disputà
- 2010-11:  Shabab Khan Yunes SC (1)[2]
- 2011-12: desconegut
- 2012-13:  Shabab Rafah SC (1)[2]
- 2013-14:  Shabab Rafah SC (2)[2]
- 2014-15:  Al-Ittihad Shuja'iyya (1)[3]
- 2015-16:  Khadamat Rafah SC (4)[4]
- 2016-17:  Al-Sadaqah (1)[5]
- 2017-18:  Shabab Khan Yunes SC (2)[6]
- 2018-19:  Khadamat Rafah SC (5)[7]
- 2019-20:  Khadamat Rafah SC (6)[8]
- 2020-21:  Shabab Rafah SC (3)
- 2021-22:  Shabab Rafah SC (4)
- 2022-23:  Khadamat Rafah SC (7)